# Hebe Camargo
Hebe Maria Monteiro de Camargo Ravagnani (Taubaté, 8 de marzo de 1929- São Paulo, 29 de septiembre de 2012) fue una presentadora de televisión, cantante y actriz brasileña. Hasta su muerte, su fortuna se estimaba en US$ 360 millones, US$ 100 millones en joyería. Considerada «La reina de la televisión brasileña», fue una de las mayores estrellas en la cultura popular de Brasil. Fue amiga de estrellas como Carmen Miranda, Édith Piaf y Amália Rodrigues.

## Biografía
Su carrera como cantante se inició en la década de 1940, donde con su hermana Estela, formó el dueto de caipira Rosalinda y Florisbela. Durante su carrera de cantante, ella hacía presentaciones de sambas y boleros en clubs nocturnos, cuando abandonó su carrera musical para dedicarse más a la radio y a la televisión. En la década de 1950, entró definitivamente en el mundo de la televisión y trabajó como presentadora de una serie de programas de la TV Paulista. Ella estaba en el grupo que fue al puerto de la ciudad de Santos a buscar los equipamientos de televisión para la formación de la primera red brasileña, Rede Tupi. Fue invitada por Assis Chateaubriand para participar de la primera transmisión en vivo de la televisión brasileña, en el barrio de Sumaré, São Paulo, en 1950. 
En 1955 Camargo apareció en el primer programa para la mujer de la televisión brasileña, O Mundo é das Mulheres, en la emisora de televisión carioca, Rede Tupi, en donde llegó a presentar cinco programas a la semana.
En la década de 1960, se trasladó a la Rede Record, donde, por muchos años, mantuvo un programa líder en audiencia. El 10 de abril de 1966, salió al aire el programa dominical de Hebe Camargo, por la Rede Record, y el programa la consagra como entrevistadora y se convierte en líder absoluta de la audiencia, acompañada por el músico Caçulinha y su Banda Regional.
En la década de 1980, después de un largo período alejada de la televisión, volvió a trabajar como entrevistadora. 
Desde 1986 Hebe estuvo en el SBT, donde ya había presentado el programa Hebe, que se emitió hasta el 27 de septiembre de 2012. En 1995, la Discográfica EMI lanzó un CD con los Grandes Éxitos de Hebe. En 1999 volvió a lanzar un CD. El 22 de abril de 2006 celebró el milésimo programa por el SBT.
El 8 de enero de 2010, Hebe fue internada en el hospital Albert Einstein, en São Paulo. Informaciones preliminares decían que ella pasaría por una cirugía para extirpar un cáncer estomacal. Hebe pasó la víspera de Año Nuevo en el Hotel Fountainblue en Miami, Estados Unidos, cuando se quejó de fuertes dolores abdominales. Un boletín posteriormente emitido por el hospital dijo que Hebe se sometió a una laparoscopia diagnóstica, que encontró nódulos en el peritoneo. El resultado de los análisis confirmaron la existencia de un cáncer primario en esa área del estómago. Hebe murió el 29 de septiembre de 2012, debido a un paro cardiorrespiratorio.

## En la cultura popular
- Hebe - El Musical[9] – obra teatral dirigida por Miguel Falabella y protazonizada por Débora Reis.
- Hebe (2019)[10] – película basada en la vida y carrera de la presentadora, dirigido por Maurício Farias. La actriz Andréa Beltrão
- que sería producodo e dirigido por Cacá Diegues, siendo posteriormente substituido por Maurício Farias. A atriz Andréa Beltrão interpreta la presentadora y Daniel Boaventura interpreta el presentador Silvio Santos.
- Hebe Eterna (2019)[11][12] - exposición en Farol Santander, en San Pablo, muestra de inmersión, recuerda la carrera de la cantante y de la presentadora que marcó la historia de la televisión brasileña.

## Carrera en el cine
- 2009 - Xuxa e o Manolo
- 2005 - Coisa de Mulher
- 2000 - Dinosaurio (doblaje de Baylene en portugués)
- 1960 - Zé do Periquinho
- 1951 - Liana, a Pecadora
- 1949 - Quase no Céu

## Carrera en la televisión
- 1950 -TV na Taba - TV Tupi
- 1955 - O Mundo é das Mulheres - TV Record
- 1957 - Hebe Comanda o Espetáculo - TV Record (en 1960 TV Continental, en Rio)
- 1968 - Romeu e Julieta Versão 1 - TV Record
- 1970 - As Pupilas do Senhor Reitor - TV Record
- 1978 - O Profeta - TV Tupi
- 1979 a 1985 - Hebe - Band
- 1980 - Cavalo Amarelo - Band
- 1986 a 2010 - Hebe - SBT
- 1990 - Romeu e Julieta Versão 2 - SBT
- 1995 - A Escolinha do Golias - SBT
- 1998 a 2011 - Teleton - SBT
- 2000 - TV Ano 50 - TV Globo
- 2002 - SBT Palace Hotel - SBT
- 2003 - Romeu e Julieta Versão 3 - SBT
- 2005 - Fora do Ar - SBT
- 2007 - Amigas e Rivais - SBT
- 2009 - Elas Cantam Roberto - TV Globo
- 2011 a 2012 - Hebe - RedeTV!

## Carrera musical
- Hebe e Vocês (1959)
- Festa de Ritmos (1961)
- Hebe Camargo (1966)
- Maiores Sucessos (1995)
- Pra Você (1998)
- Como É Grande o Meu Amor Por Vocês (2001)